# Lençóis Maranhenses
Lençóis Maranhenses (portugisiska: 'Maranhãos lakan') är en nationalpark i delstaten Maranhão i Brasilien. Nationalparken som skapades 1981 är 1 550 km² stor och ligger vid kusten. Området har karaktär av sandöken, men till skillnad från öknar (som enligt definitionen har mindre nederbörd än 250 mm per år) faller i Lençóis Maranhenses runt 1 200 mm regn per år. Det gör att regnvatten samlas i sjöar mellan sanddynerna vilket ger området dess unika karaktär. Lençóis Maranhenses är sedan 2017 ett tentativt världsarv.

## Geografi
Floderna Rio Preguiças och Rio Parnaíba samt flera mindre vattendrag för med sig sediment i form av sand till kusten som av vinden drivs tillbaka in över land under torrperioden (oktober till december). Efter torrperioden vidtar regnperioden (januari till maj) då dalarna mellan sanddynerna fylls med vatten. Grundvattennivån hålls uppe av den ogenomträngliga berggrunden under sanddynerna.
Området saknar inte växtlighet. Nationalparken omfattar inte bara dynfältet utan även en del omgivande savannlandskap och intill Rio Preguiças även mangroveskog. Inne i dynområdet finns även två oaser (eller restingas), Queimada do Britos (11 km²) och Baixa Grande (8,5 km²). Dessa ligger i ”primitiva zonen” (Zona Primitiva) där särskilda skyddsrestriktioner råder, bland annat är motortrafik förbjuden.
Nationalparken spänner över två kommuner; Santo Amaro do Maranhão i väster och Barreirinhas i öster. Öster om Rio Preguiças finns två liknande områden, Pequenos Lençóis och Dunas, men de ligger utanför nationalparken.

## Ekologi
När vattennivån är som högst får regnvattensjöarna ofta kontakt med varandra och med Rio Negro och andra mindre vattendrag som också för med sig vatten till området. Det gör att vattenlevande organismer kan sprida sig. Ett flertal arter av fiskar och vattenlevande insekter finns i området, bland annat Hoplias malabaricus. Även fåglar hjälper till att sprida insekter och rom in i området.
Nationalparken är hem för fyra hotade arter; röd ibis, neotropisk flodutter, dvärgtigerkatt (oncilla) och lamantin. Andra djurarter som också finns i Lençóis Maranhenses är maranhãosköldpadda, borstbälta och vitörad opossum.

## Turism
År 2002 anlades landsvägen MA-402 söder om nationalparken. Vägen förbinder Barreirinhas med delstatshuvudstaden São Luís och har öppnat upp området för turism på ett sätt som tidigare inte var möjligt. År 2010 var antalet besökare i parken 60 000. Barreirinhas är den största tätorten i närheten av nationalparken och marknadsför sig som porten till Lençóis Maranhenses. Där finns också den enda flygplatsen i området. Andra tätorter i närheten av nationalparken är Humberto de Campos och Santo amaro do Maranhão i väster samt Paulino Neves i öster.
Bara fordon tillhörande registrerade operatörer får framföras i parken, och då bara på anvisade stråk. Det gör att de flesta turister hänvisas till särskilt utsedda platser på gränsen mellan dynområdet och den omgivande savannen. Dessa områden är Lagoa Azul, Lagoa Bonita, Lagoa da Esperança och Canto dos Atins (i Barreirinhas) samt Lagoa da Gaivota, Lagoa da Betânia, Lagoa das Emendadas och Praia da Travosa (i Santo Amaro).

## Etymologi
Namnet Lençóis Maranhenses betyder ordagrant ”Maranhãos lakan” och syftar på hur de vita sanddynerna mot de blå och gröna sjöarna liknar lakan som hänger på tork.

## Bilder

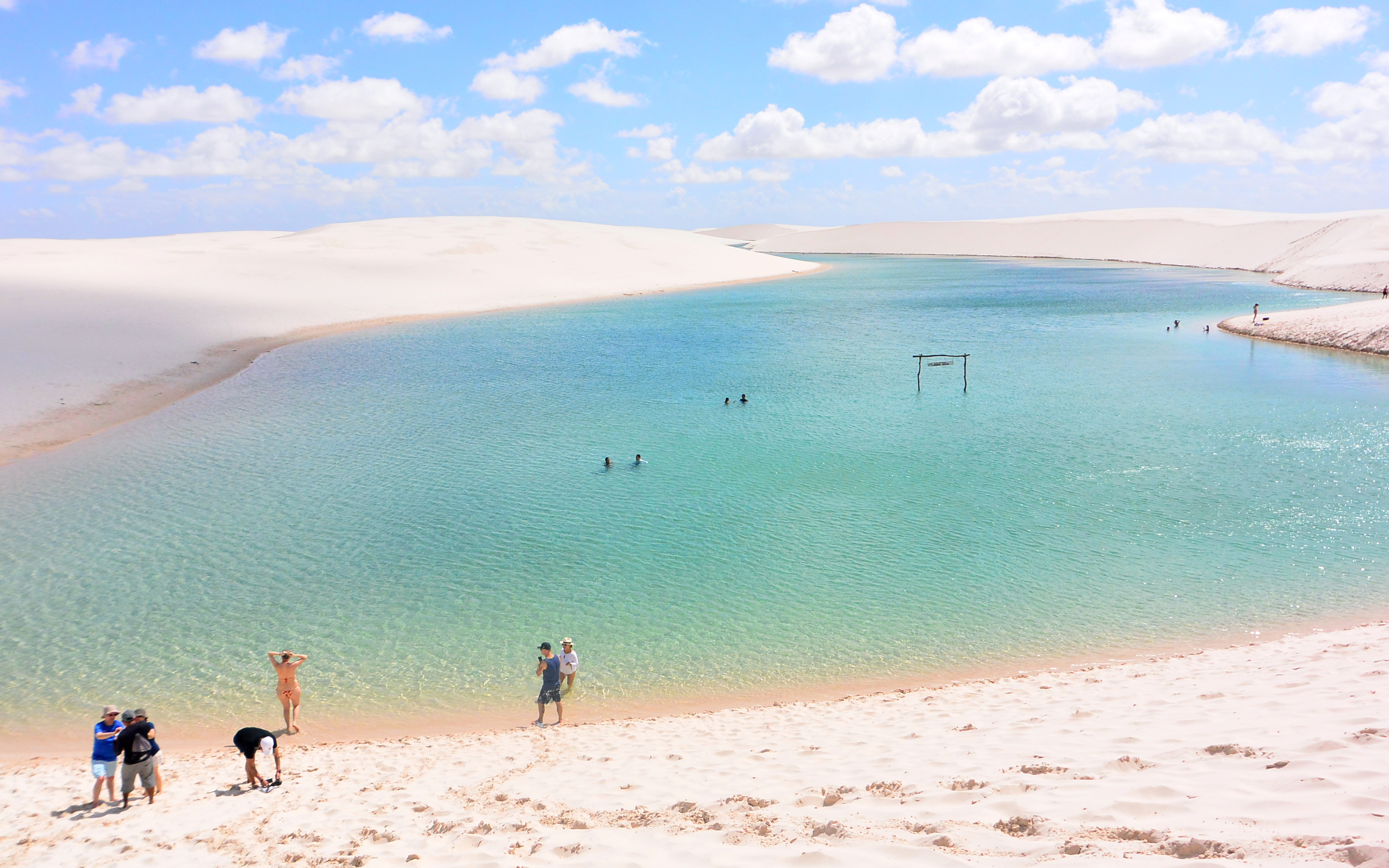
Lagoa Azul är en av de platser i nationalparken dit det är tillåtet att färdas med jeep.
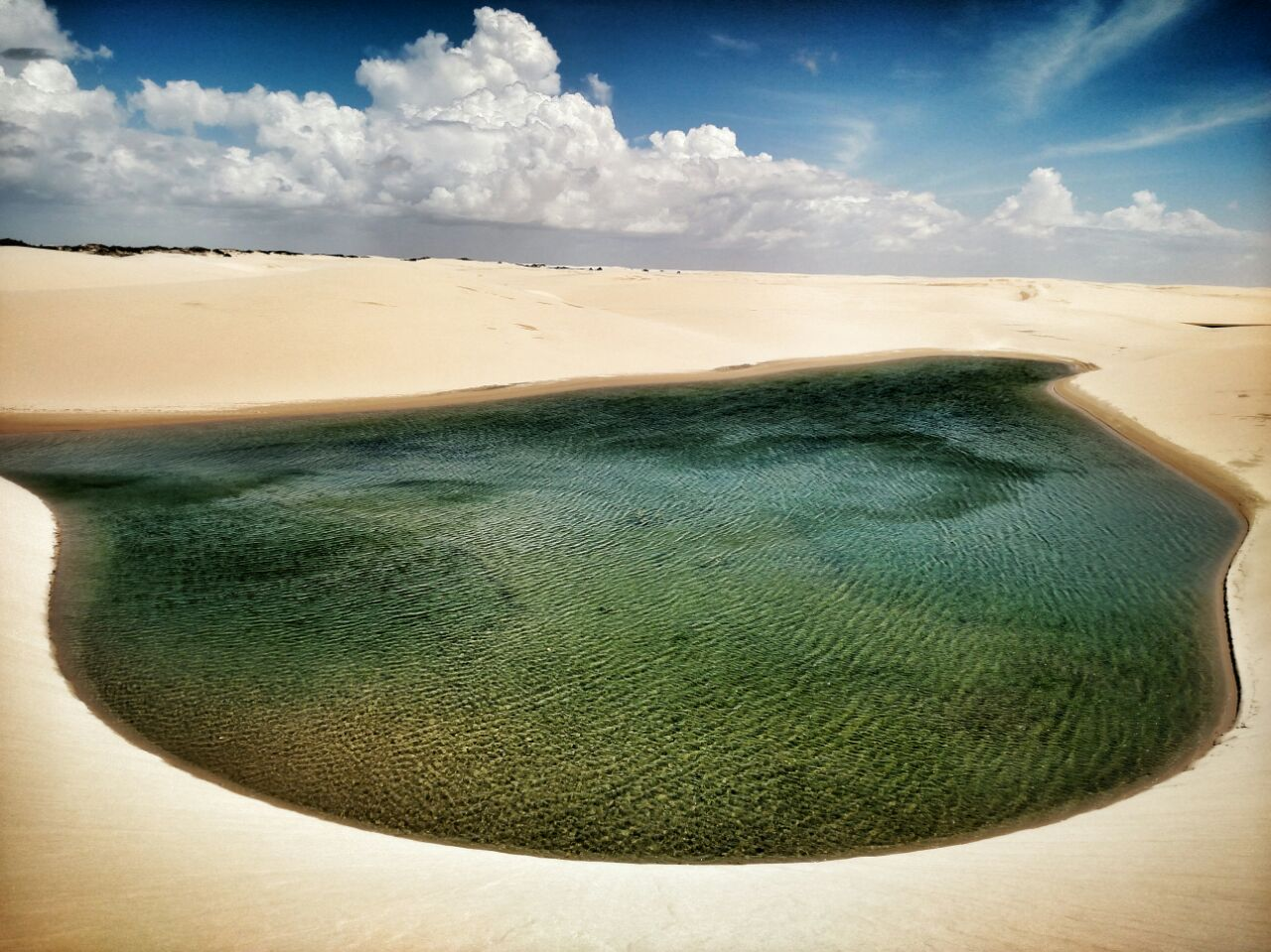
Lagoa Verde ligger längre in i nationalparken och kan bara nås till fots eller till häst.
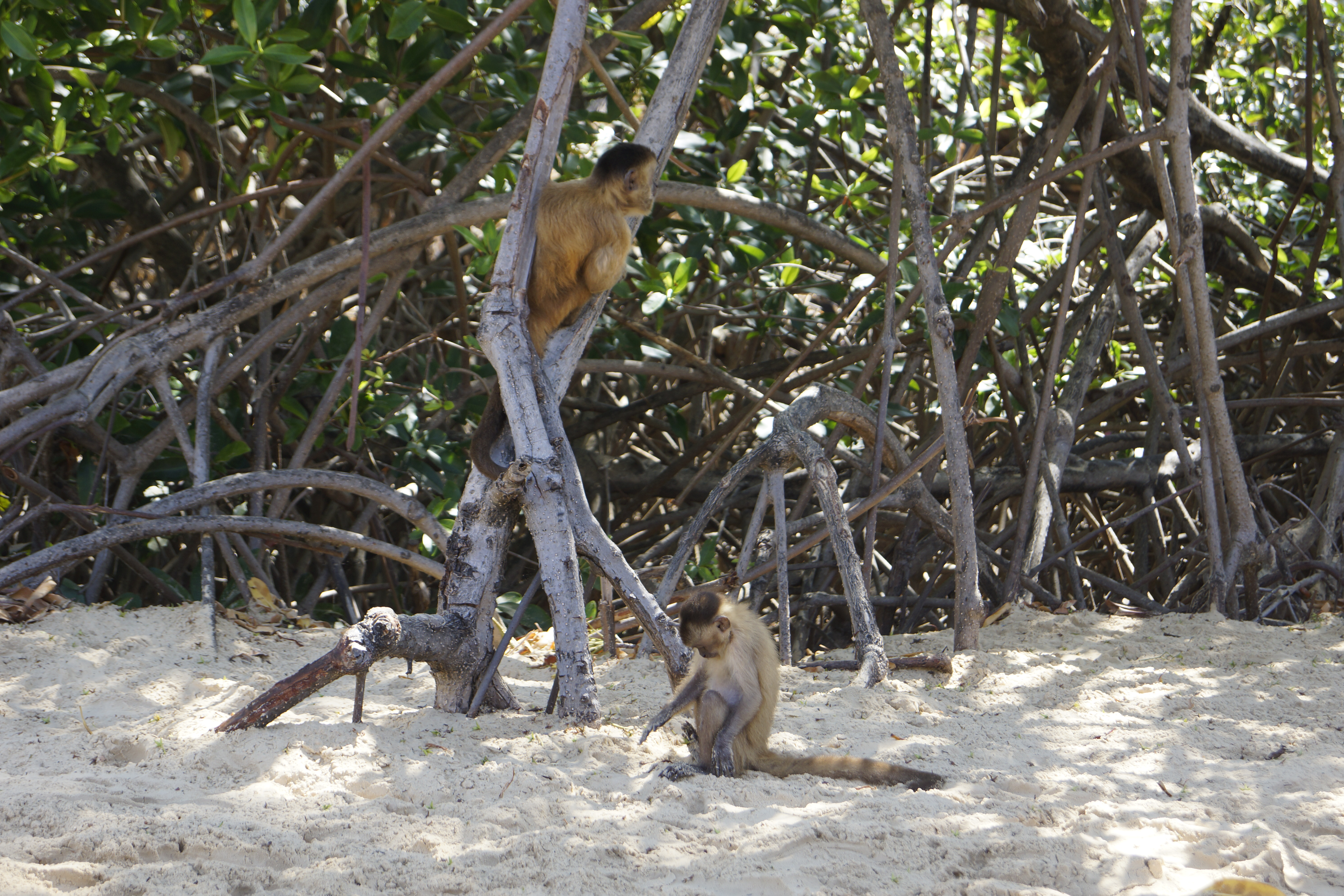
Det finns även mangroveskog i nationalparken, men den är torrlagd halva året.
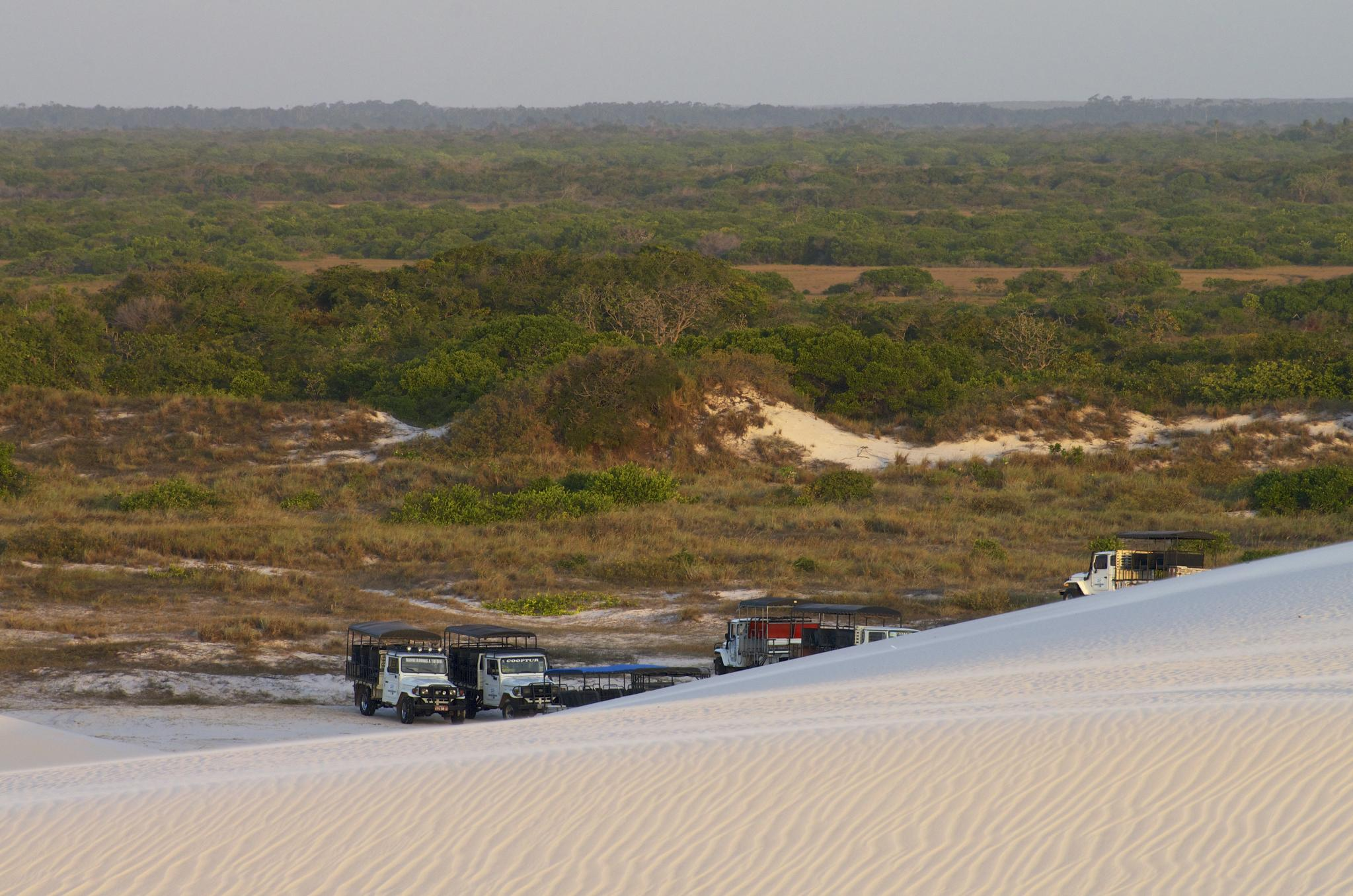
Gränsen mellan savann och dynområdet. Fordon får normalt inte färdas in i dynområdet utan parkeras på särskilt anvisade platser (circuitos).